# Das Baby und der Teufel
Das Baby und der Teufel ist eine historische Abenteuergeschichte, die 2007 vom russischen Schriftsteller Boris Akunin geschrieben wurde. Sie ist der erste Teil des ersten Buches über die Abenteuer russischer und deutscher Spione im Ersten Weltkrieg. In dieser Geschichte präsentiert Akunin dem Leser das erste Treffen der Hauptfiguren dieser literarischen Reihe – der russische Student Alexei Romanow und der deutsche Superspion Josef von Theofels.

## Handlung
... Juni 1914. In Sarajewo fielen tödliche Schüsse, und Europa bewegt sich schnell auf einen großen Krieg zu. Der deutsche Geheimdienst hat unglaubliche Erfolge erzielt. Einer der kleineren Beamten des Gardekorps der russischen Armee machte Kopien des wichtigsten Geheimdokuments des bevorstehenden Krieges – des Mobilisierungsplans. Der Hauptspion Deutschlands in Russland, Hauptmann Joseph (Sepp) von Theofels, ist an der Übergabe des Dokuments beteiligt. Während eines Treffens mit einem Verräter gerät Sepp in einen Hinterhalt, doch dank des versehentlichen Eingreifens eines jungen Mannes, des Studenten Alexei Parisowich Romanow, gelingt Theofels die Flucht. Die russische Spionageabwehr macht sich auf die Jagd nach Sepp, doch er entkommt jedes Mal zusammen mit seinem treuen Diener und Gehilfen Timo.
In der Spionageabwehr wird Romanow vom Hauptkapitän Fürst Kozlowsky verhört, der Alexei die Tragödie seiner Taten erklärt. Romanow erkennt seine Schuld, wenn auch zufällig, und ist voller Verlangen, dafür zu büßen. Und der Grund wird bald präsentiert. Der russischen Spionageabwehr gelingt es herauszufinden, dass eine Kopie des Plans in den Räumlichkeiten des Sportvereins des Gardekorps versteckt ist. Bald findet ein Fußballspiel zwischen Gardisten und deutschen Fußballern statt. In der Annahme, dass der Spion während des Spiels versuchen wird, den unbezahlbaren Plan aus dem Versteck zu holen, will Kozlowsky einen Hinterhalt organisieren. Dabei muss ihm Alexei Romanow helfen, der als Fußballspieler in die Mannschaft der russischen Garde eingeführt wurde und seinem ahnungslosen Chef, Prinz Kozlowsky, beibringen muss, ein richtiger Torhüter zu werden.
… Der Spieltag kommt. Er ist ein sehr bedeutendes Ereignis, und unter den Zuschauern befindet sich der Großfürst Nikolai Nikolajewitsch Romanow selbst, der Onkel von Zar Nikolai II. Die Fallen der russischen Spionageabwehr sind gelegt, aber Kapitän Theofels ist zu allem bereit, um erneut eine unmögliche Aufgabe zu erfüllen...

## Historische Referenzen
- Der Text erwähnt „die Niederlage der russischen Spieler in Stockholm“, die eine historische Tatsache ist. Im Juni 1914 besiegte der deutsche Fußballverein Kiel-Holstein die Moskauer Mannschaft mit 8:0.